# هينو (باد كاليه)
هينو، باد كاليه (بالفرنسية: Hénu)‏ هي بلدية تقع في إقليم باد كاليه من منطقة نور با دو كاليه في شمال فرنسا. تبلغ مساحة هذه المدينة 4.38 (كم²)، وترتفع عن سطح البحر 152 م، يبلغ عدد سكانها 161 نسمة حسب إحصاء المعهد الوطني للإحصاء والدراسات الاقتصادية سنة 2009 م. وترأس Sebastien Desbureaux البلدية خلال فترة (2008-2014).